# Bòrda Escalèr
La Bòrda Escalèr és un monument del municipi de Bausen (Vall d'Aran) inclòs en l'Inventari del Patrimoni Arquitectònic de Catalunya.

## Descripció
La Bòrda d'Escalèr conserva el "tet de palha" encara que força malmès i per poc temps. L'edifici, sàbiament adapta al medi, destaca per la seva verticalitat, de manera que desenvolupa quatre nivells de planta rectangular restant les dues primeres adossades al vessant del terreny, a ponent. Els murs relativament gruixiuts presenten uns paraments de petites peces allargades que li donen un aspecte força compacte. La teulada de doble vessant fou ressolta amb encavallades de fusta i coberta amb garbes de palla reforçades en la "capièra" amb dues files "d'estartèrs" per banda. En l'esmentat costat de ponent sobresurt l'estructura graonada dels "penaus", la qual cosa serva correspondència a l'altre extrem, amb l'empostisat en la part superior del "penalièr", sota l'aixopluc de la cornisa que formen les pales. La façana principal se situa a migdia, paral·lela a la "capièra" amb la porta de l'estable (1,70 x 0,90m) i la porta secundària (1,50 x 0,80 m) que aprofita un esglaó del vessant i presenta dues fulles horitzontals.Faciliten també la ventilació per una tercera porta (1,30 x 1,10 m) que queda a peu pla sota els "penaus" i aprofita el desnivell per encabir un segon nivell i emmagatzemar major quantitat d'herba tallada.

## Història
Çò d'Escalèr és documentada des de l'any 1818 poder de Josep Amiell Escalèr